# Canal Escalda-Rin
El canal Escalda-Rin es un canal de navegación artificial entre los ríos Escalda y Rin. Atraviesa territorios de los Países Bajos y Bélgica, permitiendo conectar las ciudades portuarias de Amberes y Róterdam. De los cerca de 35 km de su recorrido, casi 30 km discurren por Países Bajos.
Fue construido entre 1967 y 1976, año de su puesta en servicio. Pertenece a la clase VI CEMT, y salva un desnivel de 56 m. Cuenta con una esclusa.
- Datos: Q1717773
- Multimedia: Schelde-Rijnkanaal / Q1717773